# Vitis xunyangensis
Vitis xunyangensis är en vinväxtart som beskrevs av P.C. He. Vitis xunyangensis ingår i släktet vinsläktet, och familjen vinväxter. Inga underarter finns listade i Catalogue of Life.